# Týřov
Týřov (německy Angerbach) je zřícenina hradu v okrese Rakovník. Nachází se v CHKO Křivoklátsko v katastrálním území obce Karlova Ves na ostrožně nad soutokem Úpořského potoka a řeky Berounky v nadmořské výšce okolo 310 metrů. Okolí hradu je chráněno jako národní přírodní rezervace Týřov. Od roku 1965 je hrad chráněn jako kulturní památka.
Týřov je hrad kastelového typu postavený ve 13. století podle importovaného francouzského vzoru. Hrady kastelového typu mají pravidelný půdorys a hradby jsou osazeny větším počtem věží. V době svého postavení byl tento typ hradu ve střední Evropě ojedinělý a výjimečný a notně předběhl dobu. V západní Evropě se stavěly běžně, protože hrady byly často obléhány a dobývány, ale v Česku neměly obdoby; podobná hradní architektura se začala uplatňovat až v 15. století. Ve vrcholném středověku spočívala obrana hradu v pasivním kladení překážek nepříteli. Hrady kastelového typu jsou naproti tomu schopny aktivní obrany.

## Historie
Hrad založil na počátku své vlády král Václav I. První zmínka o Týřově pochází ze září 1249 (Thyrow, snad již roku 1245 Yeteri, srovnej Týr), kdy zde král zajal vzbouřeného syna Přemysla (budoucího krále Přemysla Otakara II.) a jeho stoupence. Hrad stál nad brodem důležité zemské stezky na pravém břehu řeky Berounky. Od počátku měl hrad dvě jména, jedno české a druhé německé Angerbach.

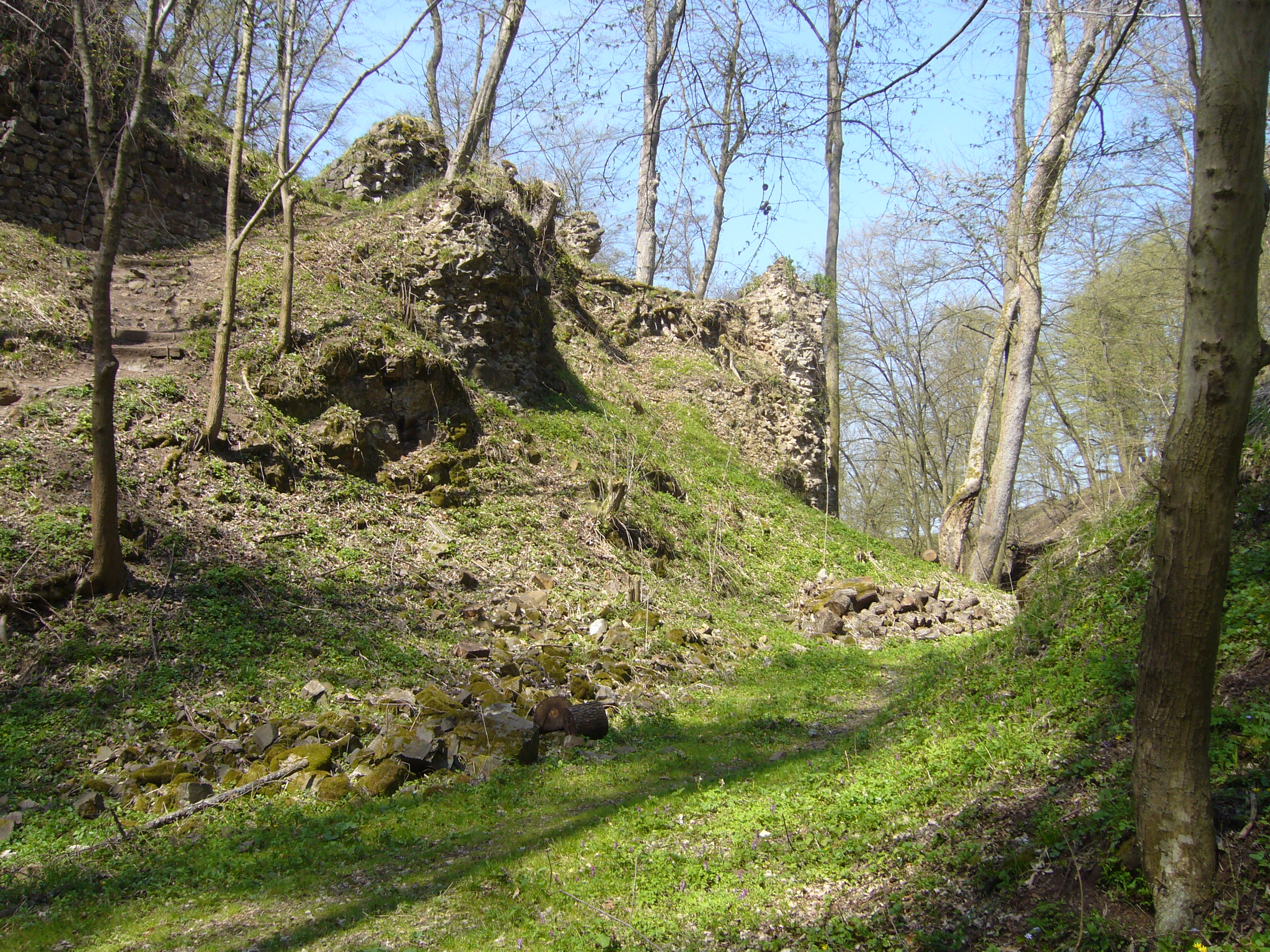
Šíjový příkop

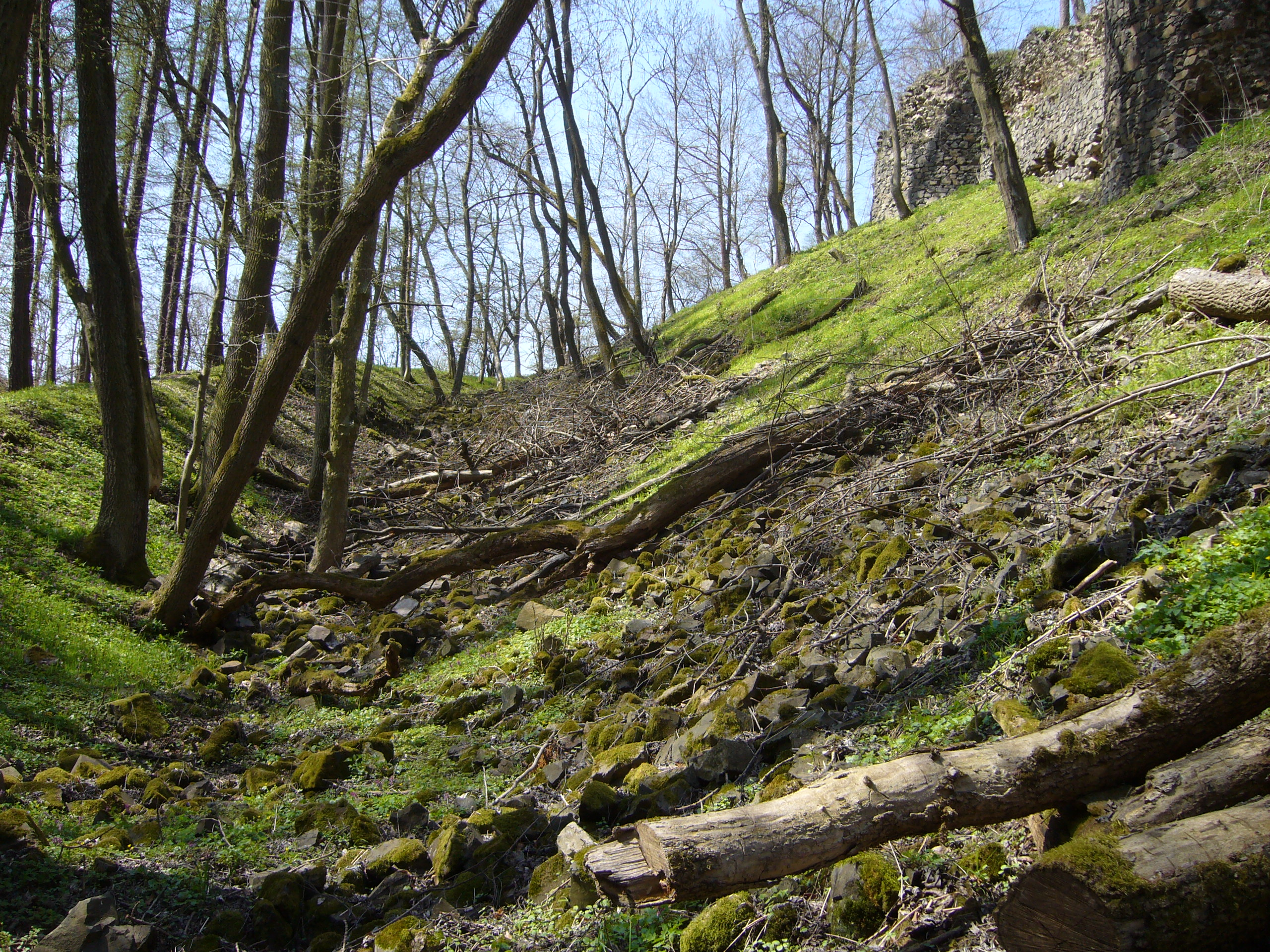
Příkop na jižní straně

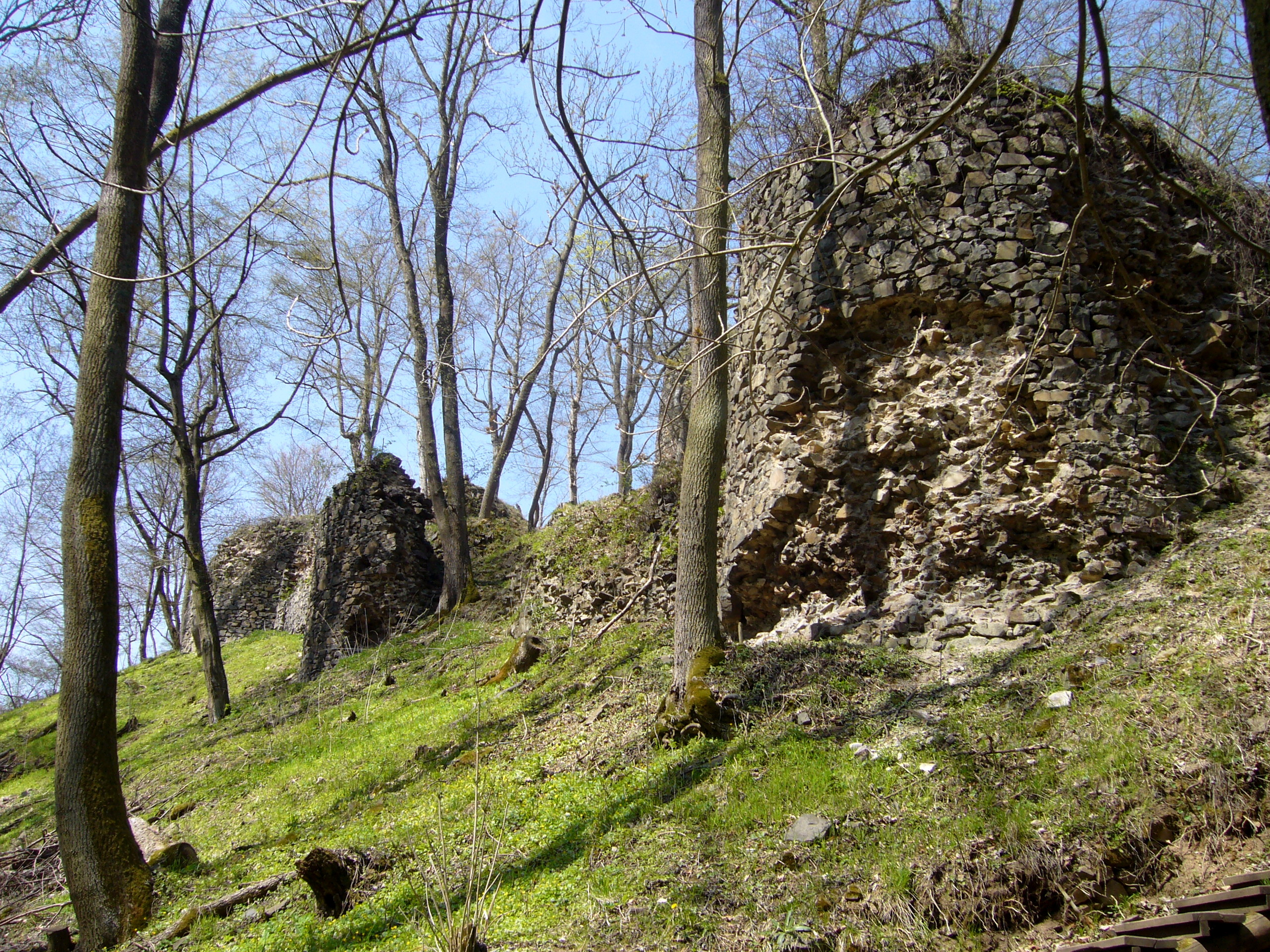
Jižní strana dolního hradu s flankovacími věžemi

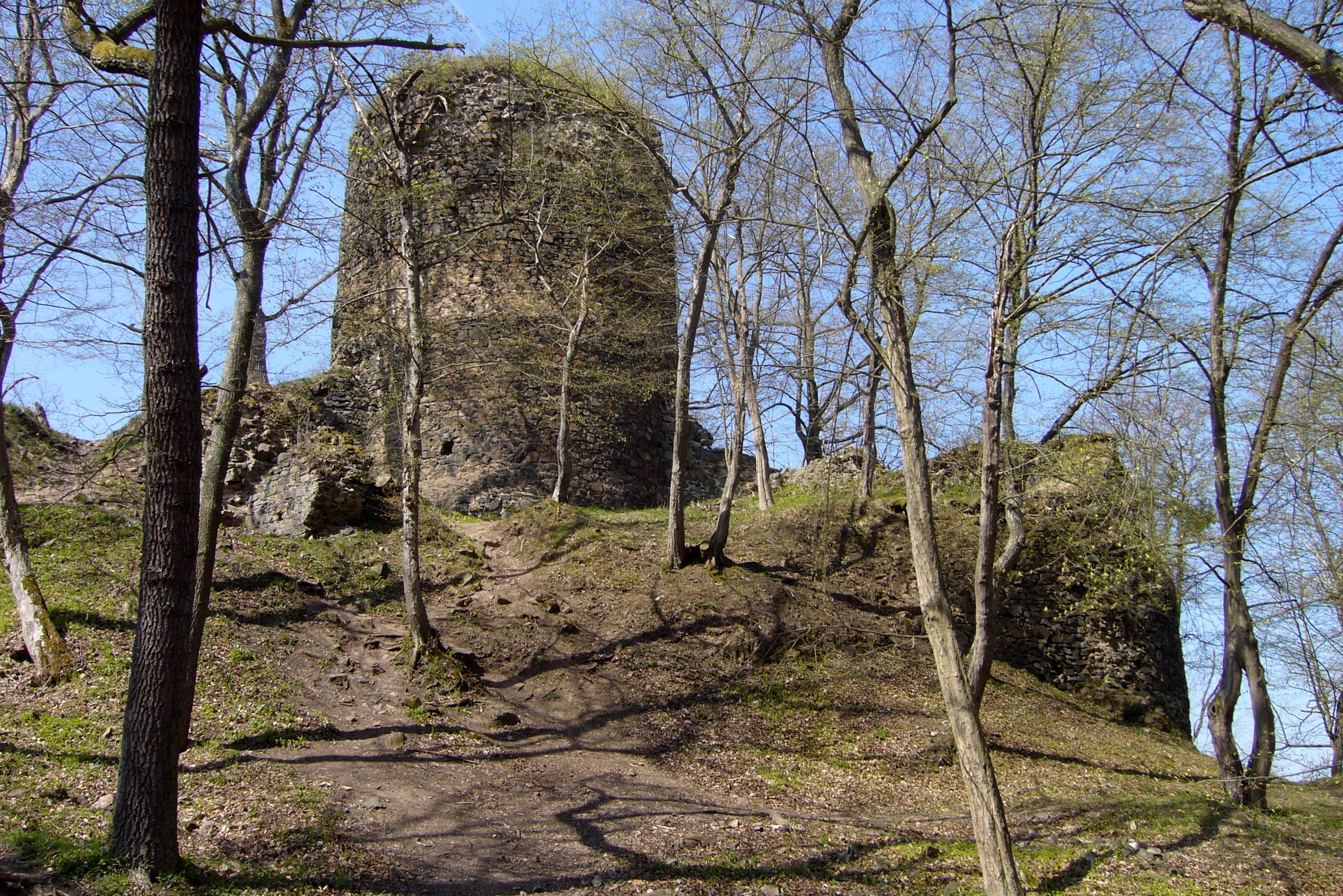
Bergfrit a prostor příhrádku

Král Jan Lucemburský hrad zastavil Vilému Zajíci z Valdeka, který na králův pokyn ve zdejší věži věznil od října 1315 do dubna 1316 Jindřicha z Lipé. Týřov byl jedním z prvních hradů, které Karel IV. po svém návratu do Čech vykoupil v roce 1333 zpět ze zástavy ke koruně a ve svém zákoníku Majestas Carolina jej zařadil mezi statky podmínečně zcizitelné.
Týřov se těšil velkému zájmu českých králů pro své mimořádné vojenské kvality. Za husitských válek byl hrad v zástavním držení Aleše Holického ze Šternberka, předního přívržence císaře Zikmunda, ale vzhledem k jeho výjimečnému obrannému systému se Týřova bouřlivé události této doby, jako jediného hradu v širokém okolí, nedotkly.
Za Jiřího z Poděbrad získal Týřov do zástavního držení jeho sekretář Jošt z Ensidle. Joštův vnuk Jiří byl zajat v Bitvě u Moháče, a aby jeho otec Henrich zaplatit výkupné, musel hrad v roce 1528 zastavit Jáchymu z Malcaunu. O dva roky později získal Lorenc Šlik povolení k vyplacení hradu, kterému Henrich zabránil jen díky prodeji velkého množství vsí z hospodářského zázemí hradu, a ten přestal být udržován. Postupně zchátral a roku 1575 se již uvádí jako pustý, ale přesto za něj Jan starší z Lobkovic zaplatil v roce 1578 12 500 kop. Hrad však neobnovil a panství bylo brzy připojeno ke Křivoklátu.

## Stavební podoba
Dispozice hradu je dvojdílná. Východní stranu chránil šíjový příkop protažený i podél jižní strany, kde před ním byl ještě mohutný val. Přístupová cesta přicházela od východu a do hradu vstupovala kulisovou branou, kterou chránil padací most. Hned za první branou se nacházel úzký příkop, za kterým stála dovnitř hradu zatažená věžová brána se stěžejkovým padacím mostem. Dolní hrad má obdélný půdorys a jeho obrana spočívala na šesti flankovacích věžích, které stály ve středech jižní a severní strany a v nárožích s výjimkou severozápadního, kde byla věž s ohledem na blízkost bergfritu posunuta na východ. V severovýchodní věži zesílené mohutným dvojbřitem se nacházela studna. Zástavbu dolního nádvoří tvořily dvě budovy přistavěné k hradbám. U jižní hradby stála kamenná budova s roubenou horní částí a kamenná budova podél severní hradby vznikla teprve ve 14. století. V severozápadním nároží se pod bergfritem nacházel velký příhrádek.
Dolní hrad byl s horním hradem propojen malým palácem, jeho přízemím vedl pouze průjezd brány, před kterým stál châtelet (předbraní s nárožími zpevněnými věžicemi). Týřov je jediným českým hradem, na kterém byl tento typ předbraní použit. Palác měl dvě patra a obě nároží zpevněná věžicemi. Část místností v horních patrech byla klenutá. Severně od paláce stojí mohutná bergfrit a naproti němu byl v polovině 13. století přistavěn podsklepený donjon o rozměrech 12 × 12 m, který tvoří současnou dominantu hradu. Jeho sklep, přízemí a první patro byly opatřeny vlastními vstupy. V rohu nádvoří pod bergfritem stála zemnice s kuchyní vybavenou chlebovou pecí. Na zemnici navazovaly provozní objekty lehčí konstrukce a v západní části nádvoří se nacházela cisterna. Ve 14. století byla na jejich místě postavena rozměrná roubená budova.
S rozvojem dělostřelby v 15. století byl hrad upravován. Návrší severně od hradu zajistila předsunutá bašta. Hradby byly vybaveny roubenými nebo hrázděnými ochozy se střeleckými chodbami a flankovací věže byly upraveny pro použití děl a zvýšení jejich počtu umožnil nově postavený parkán na jižní a východní straně, kvůli kterému musel být zasypán druhý příkop. Samotná předsunutá bašta zaujala vrchol skalnatého hřbetu asi 400 metrů severně od hradního jádra. Měla protáhlý půdorys se šířkou tři až pět metrů. Přístup k ní chránil ve skále vytesaný příkop a o něco níže ve svahu založený parkán, v jehož zadní části je patrný náznak nízkého valu.
Dne 17. července 2015 se po dešti se sesunula část zdi donjonu.

## Přístup

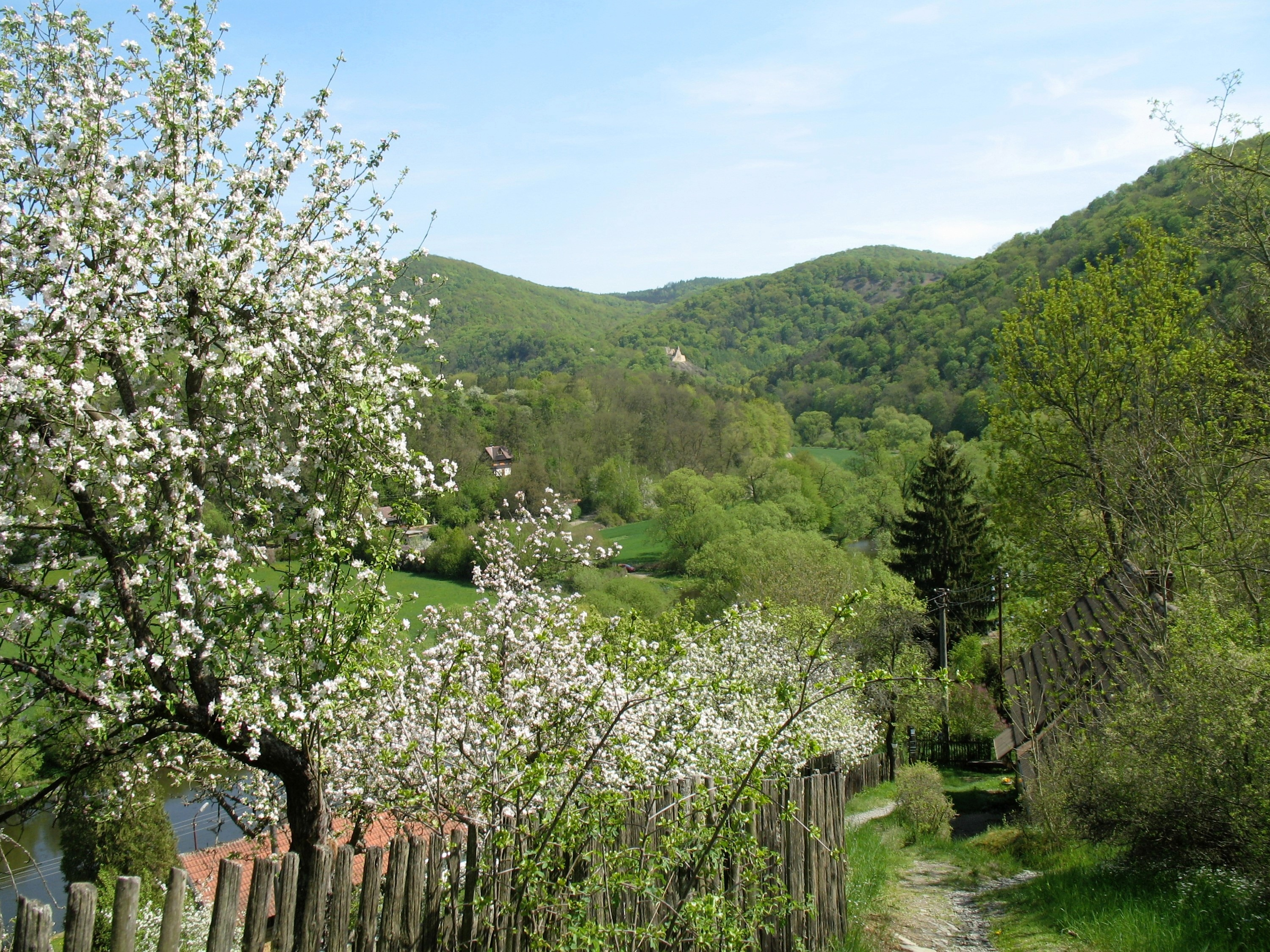
Pohled na Týřov od Skryjí

Zřícenina je pěšky dobře přístupná ze Skryjí, odkud na hrad vede podél řeky asi dva kilometry dlouhá, úzká a žlutě značená turistická trasa.